# Lista dos viscondes de Agde

## Lista dos viscondes deAgde
Casa de Béziers
- Rainardo I de Béziers (? - 897), visconde de Béziers de 881 a 897, casou com Dida, irmão de Boson de Béziers, bispo de Agde entre 885 e 898 e foi pai de:

1. Bosão de Béziers, que se segue,
2. Rainardo (? - 933), bispo de Béziers entre 906 e 933.

- Bosão de Béziers (? - 920 ou 924), visconde Béziers e de Agde entre 897 e 920 ou 924, foi filho de Rainardo I de Béziers. Casou com Arsinda de quem teve:

1. Teodão de Béziers, que se segue,
2. Guilherme I de Béziers que se segue (em 2.º).

- Teodão de Béziers, visconde de Béziers entre 920 ou 924 ou cerca de 933 filho de Bosão de Béziers.
- Guilherme I de Béziers (? - 956 ou 961), visconde de Béziers, filho de Bosão de Béziers e pai de:

1. Rainardo II de Béziers (? - 969) foi visconde de Béziers entre 961 e 969 foi filho de Guilherme I de Béziers. Casou com Garsinda, de quem teve:

Guilherme II de Béziers, que se segue.
1. Guilherme II de Béziers (? c. 993), foi visconde de Béziers entre 969 e 993 e filho de Rainardo II de Béziers. Casou com por duas vezes, a primeira com Ermentruda (? – 977 ou 990), de quem teve:

1. Garsinda de Béziers (? – c. 1029) que se segue.

O segundo casamento foi com Arsinda, filha de Rogério I de Carcassona com quem teve:
1. Sinegunda, casada com Ricardo de Milau, visconde de Milau.

- Garsinda de Béziers (? c. 1029), viscondessa de Béziers entre 993 e cerca de 1029, filha de Guilherme II de Béziers e casada por duas vezes, a primeira com Raimundo Rogério de Carcassona (? - 1011) e a segunda em 1013 com Bernardo Pelet, Senhor de Anduse.

## Casa de Carcassona
- Pedro Raimundo de Carcassona (? - 1060), conde de Carcassona, (1030 – 1060) foi também visconde de Béziers e filho Garsinda de Béziers com Raimundo Rogério de Carcassona (? - 1011). Casou com Ringarda de quem teve:

1. Raimundo Rogério de Carcassona (? - 1067), conde de Carcassona, entre 1060 e 1067, visconde de Béziers e filho de Pedro Raimundo de Carcassona (? - 1060).
2. Ermengarda de Carcassona (? - 1099), viscondessa Carcassona entre 1067 e 1099 e de Béziers, filha de Pedro Raimundo de Carcassona (? - 1060). Casou com Raimundo-Bernard Trencavel (? - 1074), visconde de Albi, de quem teve:

Bernardo Atão IV Trencavel (? – 1129).

## Casa de Trencavel

Brasão de armas da Dinastia Trencavel antes de 1247

Brasão de armas da Casa Trencavel depois de 1247

1. Bernardo Atão IV Trencavel (? - 1129), visconde de Albi entre 1099 e 1129, visconde de Nîmes, de Béziers e de Carcassona. Foi filho de Ermengarda de Carcassona (? - 1099) e de Raimundo-Bernard Trencavel (? - 1074). Casou com Cecília da Provença, filha de Bertrando II da Provença (? - 1150), conde da Provença.
2. Raimundo I de Trencavel (? - 1167), visconde de Béziers e de Agde entre 1129 e 1150, e mais tarde visconde de Carcassona, Béziers, Albi e Razès, segundo filho Ermengarda de Carcassona (? - 1099) e de Raimundo-Bernard Trencavel (? - 1074). Em 1150 depois de receber as heranças a que tinha direito cede ao seu irmão mais novo Bernardo Atão V Trencavel o viscondado de Agde à titulo de compensação. Casou com Adelaide, uma senhora cuja origem é desconhecida, mas com origem em Saura.
3. Bernardo Atão V de Trencavel (? - 1159), visconde de Nîmes entre 1129 e 1159 e de Agde entre 1150 e 1159, filho de Ermengarda de Carcassona (? - 1099) e de Raimundo-Bernard Trencavel (? - 1074). Casou com Guilherma de Montpellier, filha de Guilherme VI de Montpellier, Senhor de Montpellier, e de Sibila de Saluzzo.

- Bernardo Atão V de Trencavel (? - 1159), visconde de Nîmes e de Agde entre 1159 e 1214. filho de Ermengarda de Carcassona (? - 1099) e de Raimundo-Bernard Trencavel (? - 1074). Bernardo veio a ceder os seus viscondados a Simão IV de Monforte em 1214.

## Casa de Monforte

Brasão de armas da Casa Monforte

- Simão IV de Monforte (? - 1218), Senhor de Monforte de 1214 a 1218, foi visconde de  Albi, de Béziers e de Carcassona. Casou com Alícia de Montmorency, filha de Bucardo IV de Montmorency, senhor de Montmorency e de Laurette de Hainaut, de quem teve:

1. Amaury de Monforte (? - 1241), conde de Monforte de 1218 a 1224 visconde de Albi, de Béziers e de Carcassona. Em 1224, cedeu os seus viscondados ao rei Luís VIII de França que o anexou aos domínios reais.